# ЖНБЛ в сезоне 1999/2000
Сезон ЖНБЛ 1999/2000 — 20-й сезон женской национальной баскетбольной лиги (ЖНБЛ), по окончании которого чемпионом, в первый раз, стала команда «Канберра Кэпиталз».
В регулярном чемпионате приняло участие восемь клубов, столько же сколько и в прошлом. Регулярный чемпионат в этом сезоне стартовал 8 октября, завершился 20 февраля, MVP которого были признаны центровая клуба «Канберра Кэпиталз», Лорен Джексон, и защитник клуба «Сидней Флэймз», Триша Фэллон. Тренер клуба «Данденонг Рейнджерс», Марк Райт, был признан тренером года, Шелли Хаммондс из команды «Австралийского института спорта» — новичком года. Официально турнир 1999/2000 годов завершился 11 марта, когда клуб «Канберра Кэпиталз» легко переиграла в финальной игре команду «Аделаида Лайтнинг» со счётом 67:50, а MVP финала была признана защитник «Кэпиталз» Кристен Вил.

## Регулярный чемпионат
И = Игр, В = Выигрышей, П = Поражений, П% = Процент выигранных матчей
| Регулярный сезон |                               |    |    |    |      |
| #                | Команда                       | И  | В  | П  | П%   |
| 1                | Канберра Кэпиталз             | 21 | 16 | 5  | 76,2 |
| 2                | Аделаида Лайтнинг             | 21 | 13 | 8  | 61,9 |
| 3                | Буллин Бумерс                 | 21 | 11 | 10 | 52,4 |
| 4                | Перт Брейкерс                 | 21 | 11 | 10 | 52,4 |
| 5                | Данденонг Рейнджерс           | 21 | 11 | 10 | 52,4 |
| 6                | Сидней Флэймз                 | 21 | 10 | 11 | 47,6 |
| 7                | Мельбурн Тайгерс              | 21 | 10 | 11 | 47,6 |
| 8                | Австралийский институт спорта | 21 | 2  | 19 | 9,5  |

## Финалы
| Полуфиналы      | Полуфиналы        | Полуфиналы |  |          | Предварительный финал | Предварительный финал    | Предварительный финал    |                          |                           | Большой финал             | Большой финал             | Большой финал |
| --------------- | ----------------- | ---------- |  | -------- | --------------------- | ------------------------ | ------------------------ | ------------------------ | ------------------------- | ------------------------- | ------------------------- | ------------- |
|                 |                   |            |  |          |                       |                          |                          |                          |                           |                           |                           |               |
| 26 февраля 2000 |                   |            |  |          |                       |                          |                          |                          |                           |                           |                           |               |
| 1               | Канберра Кэпиталз | 84         |  |          |                       |                          |                          |                          |                           |                           |                           |               |
| 2               | Аделаида Лайтнинг | 91         |  |          |                       |                          |                          |                          |                           |                           |                           |               |
|                 |                   |            |  |          | 3 марта 2000          | 3 марта 2000             | 3 марта 2000             |                          | 11 марта 2000             | 11 марта 2000             |                           |               |
|                 |                   |            |  |          | 1                     | Канберра Кэпиталз        | 80                       |                          | 2                         | Аделаида Лайтнинг         | 50                        |               |
|                 |                   |            |  |          | 3                     | Буллин Бумерс            | 66                       |                          |                           | 1                         | Канберра Кэпиталз         | 67            |
| 25 февраля 2000 |                   |            |  |          |                       |                          |                          |                          |                           |                           |                           |               |
| 3               | Буллин Бумерс     | 61         |  |          |                       |                          |                          |                          |                           |                           |                           |               |
| 4               | Перт Брейкерс     | 60         |  | Легенда: | Легенда:              | Посев победившей команды | Посев победившей команды | Посев победившей команды | Посев проигравшей команды | Посев проигравшей команды | Посев проигравшей команды |               |

## Лидеры сезона по средним показателям за игру
| Показатель                       | Игрок           | Команда           | Всего   | Игры | В среднем |
| -------------------------------- | --------------- | ----------------- | ------- | ---- | --------- |
| Очков в среднем за игру          | Триша Фэллон[a] | Сидней Флэймз     | 434     | 21   | 20,7      |
| Подборов в среднем за игру       | Кристин Фолкл   | Мельбурн Тайгерс  | 205     | 21   | 9,8       |
| Передач в среднем за игру        | Кристен Вил     | Канберра Кэпиталз | 102     | 21   | 4,9       |
| Передач в среднем за игру        | Кристи Харроуэр | Мельбурн Тайгерс  | 102     | 21   | 4,9       |
| Перехватов в среднем за игру     | Талли Бевилаква | Перт Брейкерс     | 60      | 21   | 2,9       |
| Блок-шотов в среднем за игру     | Кристин Фолкл   | Мельбурн Тайгерс  | 40      | 21   | 1,9       |
| Процент точных бросков с игры    | Кристин Фолкл   | Мельбурн Тайгерс  | 149/262 | 21   | 56,9      |
| Процент точных 3-очковых бросков | Джей Кинджи     | Аделаида Лайтнинг | 24/63   | 21   | 38,1      |
| Процент точных штрафных бросков  | Шелли Сэнди     | Канберра Кэпиталз | 59/67   | 21   | 88,1      |

## Награды по итогом сезона
- Самый ценный игрок женской НБЛ: Лорен Джексон, Кэпиталз и Триша Фэллон, Флэймз
- Самый ценный игрок финала женской НБЛ: Кристен Вил, Канберра Кэпиталз
- Новичок года женской НБЛ: Шелли Хаммондс, Австралийский институт спорта
- Лучший оборонительный игрок женской НБЛ: Талли Бевилаква, Перт Брейкерс
- Лучший снайпер женской НБЛ: Триша Фэллон[a], Сидней Флэймз
- Тренер года женской НБЛ: Марк Райт, Данденонг Рейнджерс

- Сборная всех звёзд женской НБЛ:
  - З Кристи Харроуэр (Мельбурн Тайгерс)
  - З Триша Фэллон (Сидней Флэймз)
  - Ф Джо Хилл (Аделаида Лайтнинг)
  - Ф Кристин Фолкл (Мельбурн Тайгерс)
  - Ц Лорен Джексон (Канберра Кэпиталз)

## Комментарии
- a  Один и тот же источник сам себе противоречит: на 7-й странице написано, что в данном сезоне лучшим снайпером стала Триша Фэллон, а на 110-й странице указано, что самым результативным игроком турнира 1999/2000 годов была Лорен Джексон, набирая по 23,4 очка в среднем за игру (421 очко в 18 матчах), Фэллон же заняла второе место, возможно, здесь вкралась ошибка, и лидер был указан по общему числу очков (434 против 421), а не по среднему количеству за игру[1].